# 大百慕達島

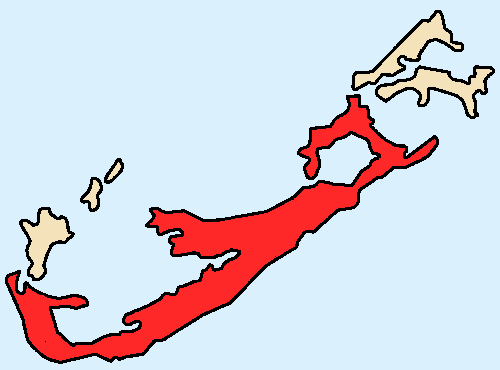

大百慕達島是百慕達的島嶼，位於大西洋海域，長19公里、寬2公里，面積40平方公里，最高點海拔高度79米，漢密爾頓處於該島中央，人口約60,000。